# Ninan
Ninan (kinesiska: 霓南, 霓南乡) är en socken i Kina. Den ligger i provinsen Zhejiang, i den östra delen av landet, omkring 280 kilometer söder om provinshuvudstaden Hangzhou. Ninan ligger på ön Niyu Dao.
Genomsnittlig årsnederbörd är 2 049 millimeter. Den regnigaste månaden är juni, med i genomsnitt 283 mm nederbörd, och den torraste är juli, med 78 mm nederbörd.